# أليكس بروس (لاعب كريكت)
أليكس بروس (بالإنجليزية: Alex Bruce)‏ (11 نوفمبر 1887 في نيوزيلندا - 20 أكتوبر 1970) هو لاعب كريكت نيوزلندي. لعب مع أول بلاكس.

## وصلات خارجية
- أليكس بروس عل موقع إسبنسكروم (الإنجليزية)